# Потосі (містечко, Вісконсин)
Потосі (англ. Potosi) — місто (англ. town) в США, в окрузі Грант штату Вісконсин. Населення — 813 особи (2020).

## Демографія
Згідно з переписом 2010 року, у місті мешкало 849 осіб у 311 домогосподарстві у складі 233 родин. Було 349 помешкань
Расовий склад населення:
| - 98,1 % — білих - 0,9 % — азіатів - 0,1 % — чорних або афроамериканців |

До двох чи більше рас належало 0,7 %. Частка іспаномовних становила 0,7 % від усіх жителів.
За віковим діапазоном населення розподілялося таким чином: 25,8 % — особи молодші 18 років, 58,3 % — особи у віці 18—64 років, 15,9 % — особи у віці 65 років та старші. Медіана віку мешканця становила 41,6 року. На 100 осіб жіночої статі у місті припадало 116,0 чоловіків;  на 100 жінок у віці від 18 років та старших — 119,5 чоловіків також старших 18 років.
Середній дохід на одне домашнє господарство  становив 70 505 доларів США (медіана — 59 107), а середній дохід на одну сім'ю — 80 630 доларів (медіана — 68 125). Медіана доходів становила 47 500 доларів для чоловіків та 34 286 доларів для жінок. За межею бідності перебувало 5,3 % осіб, у тому числі 4,8 % дітей у віці до 18 років та 5,1 % осіб у віці 65 років та старших.
Цивільне працевлаштоване населення становило 339 осіб. Основні галузі зайнятості: освіта, охорона здоров'я та соціальна допомога — 21,5 %, виробництво — 18,3 %, роздрібна торгівля — 11,5 %, будівництво — 9,7 %.